# Restricción mental
Restricción mental (en latín: mentalis restrictio) es una forma de expresar una falsedad evitando mentiras en sentido estricto. Esta doctrina es una rama de la casuística que se ha desarrollado desde la Edad Media y el Renacimiento.
La restricción mental corresponde a una declaración de intención cuyo significado o consecuencias el autor no acepta plenamente. Esta restricción es secreta cuando se oculta al destinatario de la declaración, sean o no conscientes de ella 
los otros.
En la historia moderna, el primer ejemplo conocido es el de Francisco de Asís. Sin embargo, la creencia popular asocia fácilmente esta noción de verdad a medias con los jesuitas.

## Uso general
La restricción mental se discute en teología moral y en ética como una forma de conciliar la obligación de decir la verdad con la de no revelarla, por ejemplo por secreto profesional, sigilo sacramental, cláusulas de confidencialidad o situaciones de persecución religiosa, o incluso cuando esté en juego la vida humana.
Loa psicólogos sociales han presentado casos  en los que el actor se enfrenta a un conflicto de evitación-evitación, en el que no quiere decir la verdad ni tampoco quiere decir una mentira descaradamente; en tales circunstancias, generalmente se prefieren las declaraciones equívocas. Este tipo de equivocación se ha definido como “comunicación no directa... ambigua, contradictoria, tangencial, oscura o incluso evasiva”.  Las personas suelen equivocarse cuando se les plantea una pregunta para la cual todas las respuestas posibles tienen consecuencias potencialmente negativas, pero aun así se espera una respuesta (la teoría situacional del conflicto comunicativo). 
Cuando había buenas razones para recurrir al equívoco, todos los teólogos morales admitían su licitud. Tradicionalmente, la doctrina de la reserva mental estaba íntimamente ligada con el concepto de equívoco, que permitía al hablante emplear dobles significados de las palabras para decir la verdad literal mientras ocultaba un significado más profundo.

## Equívoco
La Biblia contiene un buen ejemplo de equívoco. Abraham se casó con Sara/Sarai, su media hermana de otra madre. Temiendo que mientras viajaba la gente codiciaría a su hermosa esposa y como resultado lo matarían para llevársela, le aconsejó que estuviera de acuerdo con él cuando dijera que "ella es mi hermana". Esto sucedió en dos ocasiones, primero con el Faraón de Egipto, narrado en Génesis 12:11-13, y segundo, con un rey llamado Abimelec en Génesis 20:12. Más tarde, Abraham le explicó a Abimelec que Sara era de hecho su hermana, ya que compartían el mismo padre, aunque tenían madres diferentes. Los escritores Petrus Serrarius, Giovanni Stefano Menochio y George Leo Haydock también hacen referencia a la reserva mental como justificación de la falsa explicación de Judith de que tenía la intención de traicionar a su pueblo ante los asirios en el libro deuterocanónico que lleva su nombre. 
Un ejemplo de equívoco que se cita con frecuencia es un incidente bien conocido de la vida de Atanasio de Alejandría. Cuando Juliano el Apóstata buscaba la muerte de Atanasio, éste huyó de Alejandría y fue perseguido hasta el Nilo. Al ver que los oficiales imperiales le estaban alcanzando, Atanasio aprovechó una curva del río que ocultaba su barco de sus perseguidores y ordenó que diera la vuelta. Cuando las dos embarcaciones se cruzaron, los oficiales romanos gritaron y preguntaron si alguien había visto a Atanasio. Tal como lo había ordenado Atanasio, sus seguidores respondieron a gritos: "Sí, no está muy lejos". El barco que los perseguía continuó a toda prisa río arriba, mientras Atanasio regresó a Alejandría, donde permaneció escondido hasta el final de la persecución. 
Otra anécdota que se utiliza a menudo para ilustrar el equívoco se refiere a Francisco de Asís. Una vez vio a un hombre huyendo de un asesino. Cuando el asesino se encontró con Francisco, le preguntó si su presa había pasado por ese camino. Francisco respondió: "No pasó por aquí", deslizando su dedo índice en la manga de su sotana, engañando así al asesino y salvando una vida. 

## Mentalis restrictioen la teología moral
La enseñanza tradicional de los teólogos morales es que una mentira es intrínsecamente mala y, por lo tanto, nunca está permitida. Sin embargo, hay casos en que también estamos obligados a guardar secretos fielmente, y a veces la forma más fácil de cumplir con ese deber es decir algo falso o decir una mentira. Escritores de todos los credos y de ningún credo, tanto antiguos como modernos, han aceptado francamente esta posición. Admiten la doctrina de la "mentira de la necesidad" y sostienen que cuando hay conflicto entre justicia y veracidad es la justicia la que debe prevalecer. La enseñanza católica común ha formulado la teoría de la reserva mental como un medio por el cual se pueden satisfacer las exigencias de justicia y veracidad. 
Si no hay ninguna buena razón para lo contrario, la verdad exige que todos hablen con franqueza y abiertamente, de tal modo que puedan ser comprendidos por aquellos a quienes se dirigen. Se comete pecado cuando se emplean reservas mentales sin causa justa, o en los casos en que el que pregunta tiene derecho a la verdad desnuda. 

### Amplia reserva mental
En la "amplia reserva mental" la calificación proviene de la ambigüedad de las palabras mismas, o de las circunstancias de tiempo, lugar o persona en que se pronuncian.
El dominico español Raimundo de Peñafort fue un abogado canónico y uno de los primeros escritores sobre casuística, es decir, tratando de resolver problemas morales extrayendo o extendiendo reglas teóricas de un caso particular y aplicándolas a nuevas instancias. Señaló que Agustín de Hipona dijo que un hombre no debe matar su propia alma mintiendo para preservar la vida de otro, y que sería una doctrina muy peligrosa admitir que podemos hacer un mal menor para impedir que otro haga uno mayor. Dijo que si bien la mayoría de los médicos enseñan esto, reconoció que otros permiten que se diga una mentira cuando está en juego la vida de un hombre.
Raymond puso como ejemplo que si unos asesinos empeñados en quitarle la vida a alguien que se esconde en la casa le preguntan a uno si está en:
- uno podría negarse a responder, en cuyo caso si esto lo delata, su muerte será imputable a los asesinos, no al silencio del otro;
- Puede utilizar una expresión equívoca como: "No está en casa [para ti]", o
- Él puede decir simplemente que no está allí, y si su conciencia le dice que debe decir eso, entonces no hablará contra su conciencia, ni pecará.

Raymond no creía que Agustín tuviera objeciones a ninguna de estas.  Quienes los escuchan pueden entenderlos en un sentido que no es verdadero, pero su autoengaño puede ser permitido por el hablante por una buena razón.

### Estricta reserva mental
Según Malloch y Huntley (1966), esta doctrina de "equivocación" permisible no se originó con los jesuitas. Citan un breve tratado, in cap. Humanae aures in cap. Humanae aures, que había sido escrito por Martín Azpilcueta (también conocido como Doctor Navarrus), un agustino que se desempeñaba como consultor de la Penitenciaría apostólica.  Fue publicado en Roma en 1584. La primera influencia jesuita sobre esta doctrina no fue hasta 1609, "cuando Suárez rechazó la prueba básica de Azpilcueta y proporcionó otra" (hablando de Francisco Suárez ).
Martín de Azpilcueta (a menudo llamado "Navarrus" porque nació en el Reino de Navarra ) escribió extensamente sobre la doctrina de la mentalis restrictio o reserva mental. Navarrus sostenía que la reserva mental involucraba verdades "expresadas en parte en el habla y en parte en la mente", basándose en la idea de que Dios escucha lo que está en la mente de uno, mientras que los seres humanos solo escuchan lo que uno dice. Por tanto, el deber moral del cristiano era decirle la verdad a Dios. Reservar parte de esa verdad de los oídos de los oyentes humanos era moral si contribuía a un bien mayor. Esta es la doctrina de la "estricta reserva mental", por la cual el hablante añade mentalmente alguna calificación a las palabras que pronuncia, y las palabras junto con la calificación mental forman una afirmación verdadera de acuerdo con los hechos. 
Navarro dio a la doctrina de la reserva mental una interpretación mucho más amplia y liberal que la que nadie había dado hasta entonces. Aunque algunos otros pensadores y escritores teológicos católicos retomaron el argumento a favor de la estricta reserva mental, el canonista Paul Laymann se opuso; el concepto siguió siendo controvertido dentro de la Iglesia Católica Romana, que nunca apoyó ni defendió oficialmente la doctrina y finalmente el Papa Inocencio XI la condenó tal como la formuló Sánchez en 1679. Después de esta condena de la Santa Sede, ningún teólogo católico ha defendido la licitud de estrictas reservas mentales.

## Inglaterra
Las teorías vinculadas de la reserva mental y el equívoco se hicieron notorias en Inglaterra durante la época isabelina y la época jacobina, cuando los jesuitas que habían entrado en Inglaterra para atender las necesidades espirituales de los católicos fueron capturados por las autoridades. Los jesuitas Robert Southwell y Henry Garnet  escribieron tratados sobre el tema, que para ellos tenía mucho más interés que el académico. Ambos arriesgaron sus vidas llevando los sacramentos a los católicos recusantes, y no sólo sus vidas, pues albergar a un sacerdote era un delito capital.  En 1586, Margaret Clitherow fue condenada a muerte por negarse a declararse culpable del cargo de albergar a dos sacerdotes en York.  Cuando fueron capturados, torturados e interrogados, Southwell y Garnet practicaron la reserva mental no para alvarse, ya que sus muertes eran una conclusión inevitable, sino para proteger a sus hermanos creyentes. 
Southwell, que fue arrestado en 1592, fue acusado en su juicio de haberle dicho a una testigo que, incluso si las autoridades la obligaban a jurar bajo juramento, era permisible mentir para ocultar el paradero de un sacerdote. Southwell respondió que eso no era lo que había dicho. Había dicho que "al juramento se le exigía justicia, juicio y verdad", pero el resto de su respuesta no quedó registrado porque uno de los jueces lo gritó enojado.  Condenado en 1595, Southwell fue ahorcado, arrastrado y descuartizado. Más famoso en su época fue Henry Garnet, quien escribió una defensa de Southwell en 1598; Garnet fue capturado por las autoridades en 1606 debido a su presunta participación en la Conspiración de la Pólvora. Ante las mismas acusaciones que Southwell, sus intentos de defenderse no tuvieron mejor resultado: más tarde ese año, Garnet fue ejecutado de la misma manera.
Los protestantes consideraban estas doctrinas como meras justificaciones de mentiras. Los eticistas católicos también expresaron objeciones: el jansenista Blaise Pascal... atacó a los jesuitas en el siglo XVII por lo que veía como su laxitud moral".  "En 1679, la doctrina de estricta reserva mental propuesta por Navarro se había convertido en un escándalo tal que el Papa Inocencio XI la condenó oficialmente".  Otros casuistas que justificaron la reserva mental incluyeron a Thomas Sanchez, quien fue criticado por Pascal en sus Cartas provinciales., aunque Sánchez añadió varias restricciones (no debe usarse en circunstancias ordinarias, cuando se es interrogado por magistrados competentes, cuando se pide un credo, incluso para herejes, etc.), que fueron ignoradas por Pascal.
Este tipo de equívoco fue famosamente ridiculizado en el discurso del portero en Macbeth de Shakespeare, en el que el portero alude directamente a la práctica de engañar bajo juramento por medio del equívoco. "A fe mía, aquí hay un equívoco que podía jurar en ambas balanzas contra cualquiera de ellas; que cometió suficiente traición por amor a Dios, pero no pudo equívocarse ante el cielo." ( Macbeth, Acto 2, Escena 3)
Véase, por ejemplo, Robert Southwell y Henry Garnet, autor de A Treatise of Equivocation (publicado en secreto hacia 1595), a quien, se supone, se refería específicamente Shakespeare. Shakespeare hizo referencia a los sacerdotes porque el uso religioso del equívoco era bien conocido en aquellos períodos de la Inglaterra moderna temprana (por ejemplo, bajo Jacobo VI/I ) cuando era un delito capital para un sacerdote católico romano entrar en Inglaterra. Un sacerdote jesuita actuaría de manera equivocada para protegerse de las autoridades seculares sin cometer (a sus ojos) el pecado de mentir.
Tras la condena de Inocencio XI a la estricta reserva mental, el equívoco (o amplia reserva mental) todavía se consideraba ortodoxa, y fue revivida y defendida por Alfonso María de Ligorio. El jesuita Gabriel Daniel escribió en 1694 Entretiens de Cleanthe et d' Eudoxe sur les lettres provinciales, una respuesta a las Cartas provinciales de Pascal en la que acusaba a Pascal de mentir, o incluso de haber usado él mismo de reserva mental, al no mencionar todas las restricciones impuestas por Sánchez al uso de esta forma de engaño.
En su tesis de licenciatura, Edouard Guilloux dice que del estudio del lenguaje se demuestra "que puede haber una brecha entre lo que un hablante quiere decir cuando emite una oración dada y el sentido literal de esa misma oración", pero "el sentido literal de una oración debe ser apto para transmitir lo que el hablante quiere decir: no se puede decir auténticamente que el hablante haya querido decir algo que no tenga relación con el sentido literal de la oración que emite". "Puesto que el sentido no literal pretendido por el hablante puede detectarse en las circunstancias de su emisión, se puede decir auténticamente que ha querido decirlo, y si ese sentido produce una afirmación verdadera, entonces no ha dicho nada falso".  Según Alfonso María de Ligorio, para el uso lícito de una reserva mental, "no se requiere una causa absolutamente grave; cualquier causa razonable es suficiente, por ejemplo, para librarse de la interrogación incómoda e injusta de otro". Alfonso decía: "No engañamos a nuestro prójimo, sino que por una causa justa permitimos que él se engañe a sí mismo". 
La Nueva Enciclopedia Católica dice: “Un hombre puede afirmar que desayunó café y tostadas sin negar que comió un huevo, o puede afirmar que tiene una cantidad menor de dinero en el bolsillo sin negar que también tiene una cantidad mayor. Mientras tenga una causa razonable para ocultar parte de la verdad, no hace nada malo, siempre que, por supuesto, tenga cuidado de no indicar que tiene ‘solo’ una cierta cantidad para comer o que tiene ‘solo’ una cierta cantidad de dinero”. Además, si “a una esposa que ha sido infiel pero que después de su caída ha recibido el sacramento de la penitencia, su esposo le pregunta si ha cometido adulterio, ella podría responder con veracidad: ‘Estoy libre de pecado’”. 

## Legado

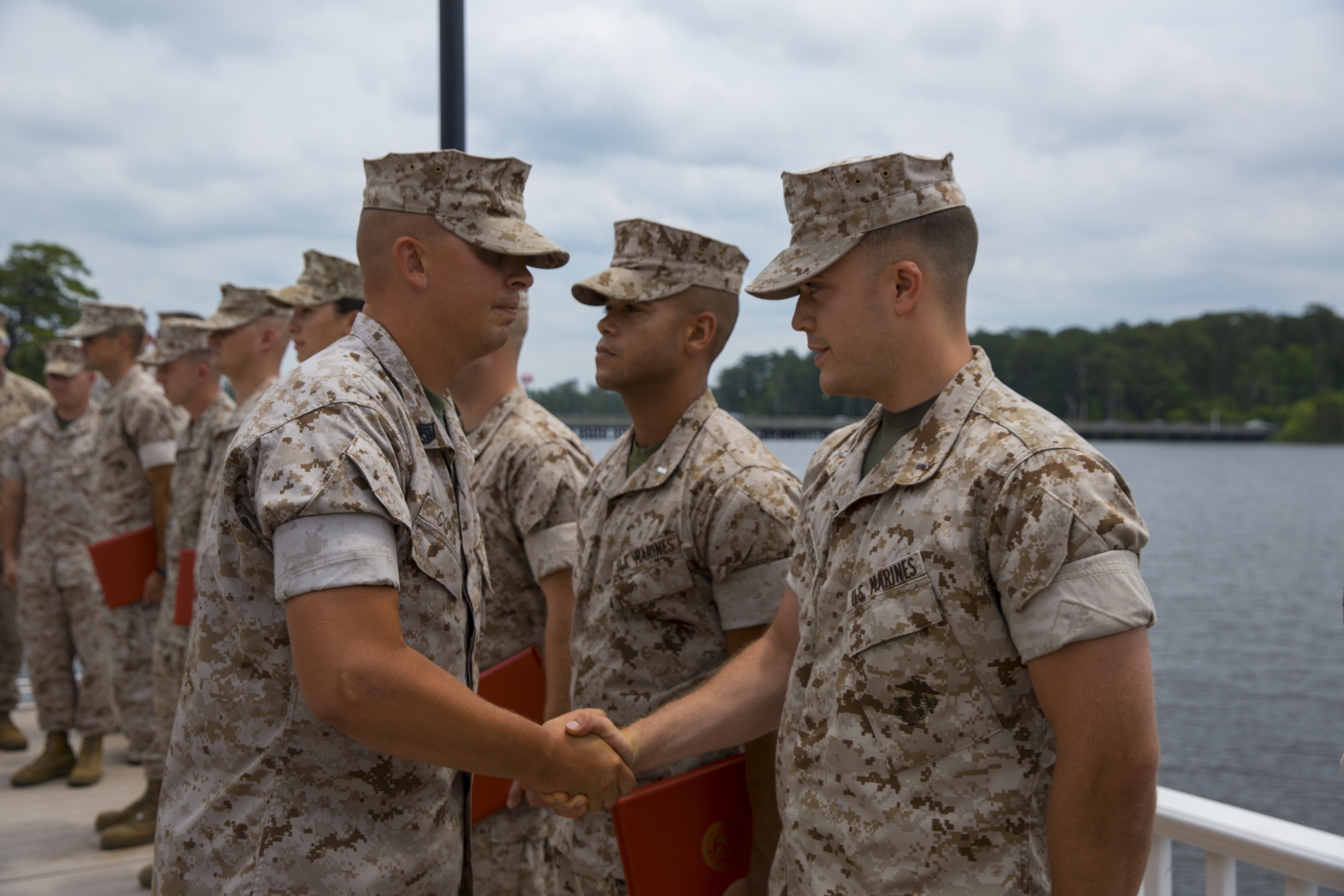
Muchos juramentos, como los del ejército estadounidense, establecen que quien los realiza jura "sin reservas mentales".

### Kant y Constant
Este tipo de falsedad fue condenada por Kant en Sobre un presunto derecho de mentir por filantropía. Kant estaba debatiendo contra Benjamin Constant, quien había afirmado, desde una postura consecuencialista opuesta al imperativo categórico de Kant, que: "Decir la verdad es, pues, un deber; pero sólo respecto de quien tiene derecho a la verdad. Pero nadie tiene derecho a una verdad que perjudique a otros". 
Por otra parte, Kant afirmó, en la Fundamentación de la metafísica de las costumbres, que la mentira o el engaño de cualquier tipo estarían prohibidos bajo cualquier interpretación y en cualquier circunstancia. En la obra Kant da el ejemplo de una persona que busca pedir dinero prestado sin tener la intención de devolverlo. La máxima de esta acción, dice Kant, resulta en una contradicción en la concebibilidad (y por lo tanto contradice el deber perfecto) porque contradiría lógicamente la confiabilidad del lenguaje. Si es universalmente aceptable mentir, entonces nadie creería a nadie y se asumiría que todas las verdades son mentiras (esta última cláusula fue aceptada por los casuistas, de ahí las razones para las restricciones dadas a los casos en que se autorizaba el engaño).  Tampoco se podría invocar el derecho a engañar porque ello negaría la condición de fin en sí mismo del engañado. Y el robo sería incompatible con un posible reino de los fines. Por lo tanto, Kant negó el derecho a mentir o engañar por cualquier motivo, independientemente del contexto o las consecuencias anticipadas. Sin embargo, estaba permitido permanecer en silencio o no decir más de lo necesario (como en el infame ejemplo de un asesino que preguntó dónde estaba alguien).

### Otros
Las doctrinas también han sido criticadas por Sissela Bok  y por Paul Ekman, quien define la mentira por omisión como la principal forma de mentira,  aunque las cuestiones morales y éticas más amplias y complejas de la mentira y la verdad se extienden mucho más allá de estas doctrinas específicas. Ekman, sin embargo, no considera los casos de engaño en los que "es impropio cuestionar" la verdad como una forma real de engaño, este tipo de casos, en los que no se debe esperar la comunicación de la verdad y por lo tanto se justifica el engaño, fue incluido por los casuistas.

### En Irlanda
La Iglesia católica irlandesa supuestamente hizo un mal uso del concepto de reserva mental al tratar situaciones relacionadas con el abuso sexual infantil por parte del clero, al hacer caso omiso de las restricciones impuestas a su uso por los teólogos morales y al tratarlo como un método que "permite a los clérigos (engañar a la gente... sin ser culpables de mentir",  por ejemplo al tratar con la policía, las víctimas, las autoridades civiles y los medios de comunicación. En el Informe Murphy sobre el escándalo de abusos sexuales en la archidiócesis católica de Dublín, el cardenal Desmond Connell lo describe así:

Bueno, la enseñanza general sobre la reserva mental es que no se permite decir mentiras. Por otro lado, es posible que te encuentres en una situación en la que tengas que responder, y puede haber circunstancias en las que puedas usar una expresión ambigua sabiendo que la persona con la que estás hablando aceptará una versión falsa de lo que sea; permitir que eso suceda, no desear que suceda, eso sería mentir. En realidad, se trata de tratar de lidiar con asuntos extraordinariamente difíciles que pueden surgir en las relaciones sociales, donde la gente puede hacer preguntas que simplemente no puedes responder. Todo el mundo sabe que este tipo de cosas pueden suceder. Por lo tanto, la reserva mental es, en cierto sentido, una forma de responder sin mentir.

Cathleen Kaveny, escribiendo en la revista católica Commonweal, señala que Henry Garnet en su tratado sobre el tema se esforzó por argumentar que ninguna forma de reserva mental estaba justificada, y podría incluso ser un pecado mortal, si fuere contraria a las exigencias de la fe, de la caridad o de la justicia.  Pero según el Informe Murphy:

Las preocupaciones de la arquidiócesis de Dublín al abordar casos de abuso sexual infantil, al menos hasta mediados de los años 1990, eran mantener el secreto, evitar el escándalo, proteger la reputación de la iglesia y preservar de sus bienes. Todas las demás consideraciones, incluido el bienestar de los niños y la justicia para las víctimas, estaban subordinadas a estas prioridades. La archidiócesis no implementó sus propias reglas derecho canónico e hizo todo lo posible para evitar cualquier aplicación de la ley del Estado.

Kaveny concluye: "Las verdades de la fe se ven iluminadas por las vidas de los mártires. Southwell y Garnet practicaron la reserva mental para salvar a víctimas inocentes mientras se sacrificaban. Los prelados irlandeses practicaron la reserva mental para salvarse a sí mismos mientras sacrificaban a víctimas inocentes. Y esa diferencia marca toda la diferencia".

### En el derecho secular
En el caso australiano Deacon v Transport Regulation Board ( Corte Suprema de Victoria, 1956), Deacon argumentó que los pagos por licencias de transporte interestatal se habían realizado bajo coacción y debían reembolsarse. El tribunal sostuvo que, en vista de los hechos del caso, el pago se había realizado voluntariamente y sin protestas, y observó que

Ninguna reserva mental secreta del autor es importante. La pregunta es: ¿qué indicaría su conducta humana como su estado mental a un hombre razonable?